# سیمون دلانی
سیمون دلانی (به انگلیسی: Simon Delaney) (زاده ۲ سپتامبر ۱۹۷۰) بازیگر ایرلندی است.
از فیلم‌های معروف او می‌توان به بازی در اهداکننده اشاره کرد.